# Melissa Lucashenko
Melissa Lucashenko (Brisbane, 1967) è una scrittrice australiana.

## Biografia
Di origini aborigene, più precisamente dei Bundjalung, nata e cresciuta a Brisbane, si è laureata nel 1990 alla Griffith University in Politica Pubblica.
Fondatrice dell'organizzazione Sisters Inside a supporto di donne vittime di crimini nel Queensland, le sue opere sono incentrate sulle difficili esistenze delle popolazioni aborigene.
Nel 2019 è stata insignita del Miles Franklin Award per il romanzo La nostra rabbia che segue lo sbandato protagonista Kerry Salter di ritorno alla cittadina natale in visita al nonno morente.

## Opere (parziale)

### Romanzi
- Steam Pigs (1997)
- Killing Darcy (1998)
- Hard Yards (1999)
- Too Flash (2002)
- Uptown Girl (2002)
- Mullumbimby (2013)
- La nostra rabbia (Too Much Lip, 2018), Torino, Lindau, 2021 traduzione di Thais Siciliano ISBN 978-88-335-3571-5.

## Premi e riconoscimenti
Miles Franklin Award
- 2019 - vincitrice con La nostra rabbia